# Mont (Theux)
Mont is een gehucht in de Belgische gemeente Theux.

## Wielrennen
Het gehucht staat vooral bekend als Mont Theux. Deze beklimming over de weg N62 vanuit Theux richting Louveigné wordt regelmatig opgenomen in wielerwedstrijden, zoals de wielerklassieker Luik-Bastenaken-Luik. De klim ligt parallel aan de zuidelijker gelegen Côte du Maquisard, die Spa met La Reid verbindt op hetzelfde plateau. Soms worden beide beklimmingen na elkaar verreden, maar meestal wordt slechts een van de twee opgenomen in het parcours. Vanaf 2021 wordt in LBL de nog zuidelijker gelegen Côte de Desnié beklommen, om op hetzelfde plateau uit te komen.
Op 14 augustus 2024 was de Mont Theux opgenomen in de Ronde van Frankrijk voor vrouwen, in de vierde etappe van Valkenburg naar Luik.
Deelgemeenten: La Reid · Polleur · Theux

Overige plaatsen: Becco · Bronromme · Desnié · Fays · Hestroumont · Hodbomont · Jehanster · Jehoster · Jevoumont · Juslenville · Marché · Mont · Oneux · Pouillou-Fourneau · Raborive · Rondehaie · Sassor · Sasserotte · Spixhe · Tancrémont (deels) · Vert-Buisson · Winamplanche (deels)

Belgische gemeenten · arrondissement Verviers · provincie Luik · Wallonië
Côte de Saint-Roch · Col de Haussire · Côte de Mont-le-Soie · Côte de Wanne · Côte de Stockeu · Côte de la Haute-Levée · Col du Rosier · Côte de Desnié · Côte de la Redoute · Côte de Cornemont · Côte des Forges · Côte de la Roche-aux-Faucons

Voormalige beklimmingen: Côte de Ny · Côte de la Roche-en-Ardenne · Côte de la Vecquée · Côte du Maquisard · Mont Theux · Côte de Sprimont · Côte de Colonster · Côte du Sart-Tilman · Côte de Saint-Nicolas · Côte de la Rue Naniot · Ans